# Anversa (romanzo)
Anversa è l'ottavo romanzo pubblicato dallo scrittore cileno Roberto Bolaño, l'ultimo edito quando l'autore era ancora in vita.
Di carattere apertamente sperimentale, il romanzo si presenta stilisticamente come una sorta di poema narrativo in prosa, composto da 56 episodi o sketches (ciascuno di essi non più lungo di tre pagine) narrati ognuno da differenti voci narranti e strutturati secondo uno schema cronologico non lineare. A dispetto del titolo, l'ambientazione del breve romanzo non è la città belga di Anversa, bensì la Costa Brava, lungo i pressi di Barcellona.

## Trama
Dai diversi e brevi episodi che compongono l'opera, si può tentare di delineare una pur ellittica trama: in un campeggio di una località turistica nei pressi di Barcellona c'è stato un omicidio plurimo, su cui un poliziotto indaga facendo domande in giro. Forse è coinvolta una giovane donna dai capelli rossi che frequenta il campeggio, nei pressi del quale c'è un bosco: qui qualcuno proietta un film su un lenzuolo, ed è costante in diversi episodi la presenza di un gobbo di bassa statura.

## Critica
Il libro è diviso in brevissimi capitoli della lunghezza massima di tre pagine, ma alcuni comprendono solo un paragrafo, mediante i cui si alternano una serie di punti di vista, tra cui di sicuro si può ravvisare lo stesso Bolaño.
Nella prefazione, scritta in occasione della pubblicazione, l'autore stesso afferma che l'opera è stata scritta nell'arco di diversi anni; la data riportata nell'ultimo capitoletto, intitolato Post scriptum, è il 1980; in occasione della pubblicazione della raccolta di versi La Universidad Desconocida, dello stesso Bolaño, l'autore afferma che la stesura del romanzo risale appunto al 1980, anno in cui lavorava come guardiano notturno in un campeggio della cittadina turistica di Castelldefels, chiamato Estrella de Mar.
In un'intervista rilasciata nel 2003, pochi mesi prima della sua prematura morte, Bolaño si espresse in questi termini a proposito dell'opera:
Dopo la morte dell'autore furono ritrovati sia il manoscritto originale di Anversa, in un quaderno autografo intestato Narraciones 1980, che una versione dattiloscritta senza data né titolo, che risale però al 1983 o 1984 a giudicare dalla macchina usata.
Lo scrittore messicano Jorge Volpi pone Anversa allo stesso livello di Amuleto in quanto opera “regolare”, non sperimentale né giovanile. Nel frammento n. 22, intitolato Il mare, viene riportata la rappresentazione grafica di un sogno, una barchetta su un mare agitato; lo stesso disegno ritorna alcuni anni dopo nel romanzo I detective selvaggi: qui diventa l'unica poesia conosciuta della “poetessa” realvisceralista Cesárea Tinajero, un elaborato componimento grafico intitolato «Sión».

## Edizioni
- Roberto Bolaño, Anversa, Palermo, Sellerio, 2007, ISBN 9788838921520.